# Terenac
Terenac je vrsta automobila velike nosivosti, vučne snage i putničkog kapaciteta na nivou karavana ili kombija, a koji je opremljen svim elementima potrebnim za vožnju izvan asfaltiranih površina (off-road). 
Najvažniji elementi potrebni za off-road su: 
- Pogon na sve kotače
- Blokada diferencijala
- Veliki razmak između tla i "trbuha" automobila
- Veliki kotači s gumama prilagođenim za najteže terenske uvjete

Terence najčešće koriste vojska, lovci i šumari, a počela ih proizvoditi američka tvrtka Jeep početkom četrdesetih godina prošlog stoljeća, zbog čega ih velik broj ljudi naziva džipovima.

## SUV
Postoji i posebna kategorija nazvana SUV, kratica za Sport utility vehicle, a radi se o vozilima koja svojim izgledom nalikuju terencima, ali se od njih razlikuju prema namjeni, cijeni i voznim svojstvima. Takva se vozila ne mogu mjeriti s čistokrvnim terencima izvan ceste jer su im terenska svojstva i robusnost žrtvovana zbog udobnosti i dizajna. 

## Crossover SUV
Još jedna kategorija naziva se crossover SUV tj. CUV (crossover utility vehicle), a radi se vozilima koja su s ciljem postizanja manje težine i bolje ekonomičnosti izgrađena na podvozjima namijenjenim limuzinama i karavanima srednje klase. Takva se vozila zbog svojeg izgleda nazivaju terencima, ali su njihove terenske mogućnosti vrlo ograničene, a nije rijetko da uopće nemaju ugrađene elemente potrebne za off-road.

### Crossover SUV galerija
- Audi A6 allroad quattro
(Audi A6 Avant)
- Renault Kangoo 4x4
(Renault Kangoo)
- SsangYong Korando
- Subaru Outback
(Subaru Legacy)
- Volvo XC70
(Volvo V70)
- Daihatsu Terios
- Mitsubishi Outlander
- Kia Sportage
- Fiat Panda 4x4
(Fiat Panda)
- Suzuki SX4
- VW CrossPolo

## Vanjske poveznice
|  | Zajednički poslužitelj ima još gradiva o temi Terenac |